# City of Bath
Bath var ett distrikt i Avon i England. Distriktet hade 80 901 invånare år 1961. Det avskaffades 1 april 1996 och blev en del av Bath and North East Somerset.